# روز هارت
روز هارت (بالإنجليزية: Rose Hart) هي منافسة ألعاب القوى غانية، ولدت في 9 يناير 1942.

## وصلات خارجية
- روز هارت على موقع الاتحاد الدولي لألعاب القوى (الإنجليزية)
- روز هارت على موقع اللجنة الأولمبية الدولية (الإنجليزية)
- روز هارت على موقع أوليمبيديا (الإنجليزية)
- روز هارت على موقع اتحاد ألعاب الكومنولث (مؤرشف) (الإنجليزية)